# UTC−8
UTC−8 is de tijdzone voor:
- Canada:
  - Brits-Columbia, behalve:

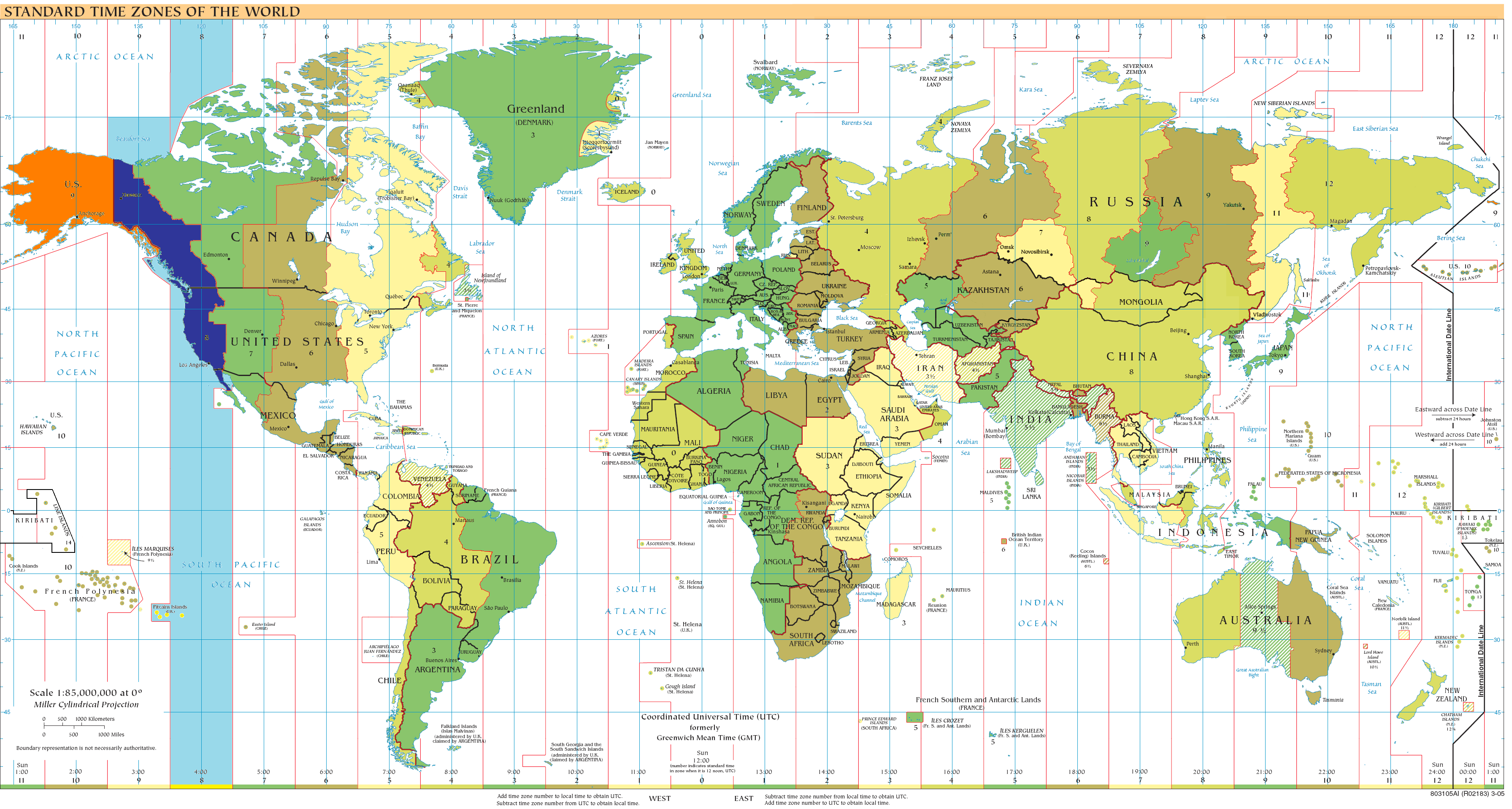
wintertijd noordelijk halfrond
zomertijd noordelijk halfrond
op zee, gehele jaar

    - In het noordoosten, het grootste deel van district Peace River (Dawson Creek en Fort St. John)
    - In het zuidoosten:
      - District régional East Kootenay
      - District régional Central Kootenay ten oosten van rivier Kootenay en delen van het meer Kootenay ten zuiden van Riondel
      - District régional Columbia-Shuswap ten oosten van Selkirk-bergen

    - De corridor van Highway 95

  - Northwest Territories
  - Yukon
- Verenigde Staten:
  - Californië
  - Idaho (noordelijk gedeelte)
  - Nevada (uitgezonderd West Wendover)
  - Oregon (uitgezonderd een deel van Malheur County)
  - Washington
- Frankrijk:
  - Clipperton (onbewoond)
- Mexico:
  - Baja California
- Verenigd Koninkrijk:
  - Pitcairneilanden

In Noord-Amerika is deze tijdzone bekend als Pacific Standard Time.